# Isaac Briot
Pour les articles homonymes, voir Briot.
Isaac Briot, né en juillet 1585 à Damblain et mort le 5 mars 1670 à Paris, est un graveur au burin, éditeur et marchand d’estampes lorrain.

## Biographie
La famille Briot est une importante famille d’artistes lorrains. Didier Briot serait le fondateur de l’école lorraine des graveurs et orfèvres, il serait mort en 1543. Il a eu plusieurs enfants, Urbain, Etienne et François, qui poursuivent tant la gravure que l’orfèvrerie. Ils sont également potiers d’étain. François est le plus célèbre de la famille par ses talents de graveur en médailles.
Urbain, qui meurt en 1562, a plusieurs enfants, dont Didier (II), qui devient maître de la monnaie de Sedan. En 1613, il exécute 6 000 jetons d’argent aux armes d’Henri II de Lorraine.
Didier (II) a deux enfants : Nicolas et Isaac. Nicolas est un graveur et un orfèvre remarquable, nommé, en 1605, tailleur général des Monnaies de France.
Isaac se marie à 23 ans avec Suzanne Rambour avec laquelle il a quatre enfants, Louis, né en 1609 ; Jeanne, née en 1612 ; le troisième est un garçon né en 1613 ; et le quatrième est David né en 1620. Il se remarie en 1627 et épouse Théodore Nicolay et a, de ce second mariage, un fils, Mathieu, et un autre fils Pierre, né en 1636, qui fut traducteur.

## Œuvres
Les qualités artistiques de l’artiste sont discutées : « son burin est sec et parfois très incorrect », mais les sujets qu’il traite lui ont valu de laisser son nom. Il en est ainsi d’Henri IV sur son lit de mort et des suites de costumes qui fournissent à l’historien des informations précieuses.
Sa production peut-être classée en 4 catégories :

### Sujets religieux
- Daniel
- Le roi David Chantant les psaumes
- La nativité
- Crucifiement
- L’Assomption

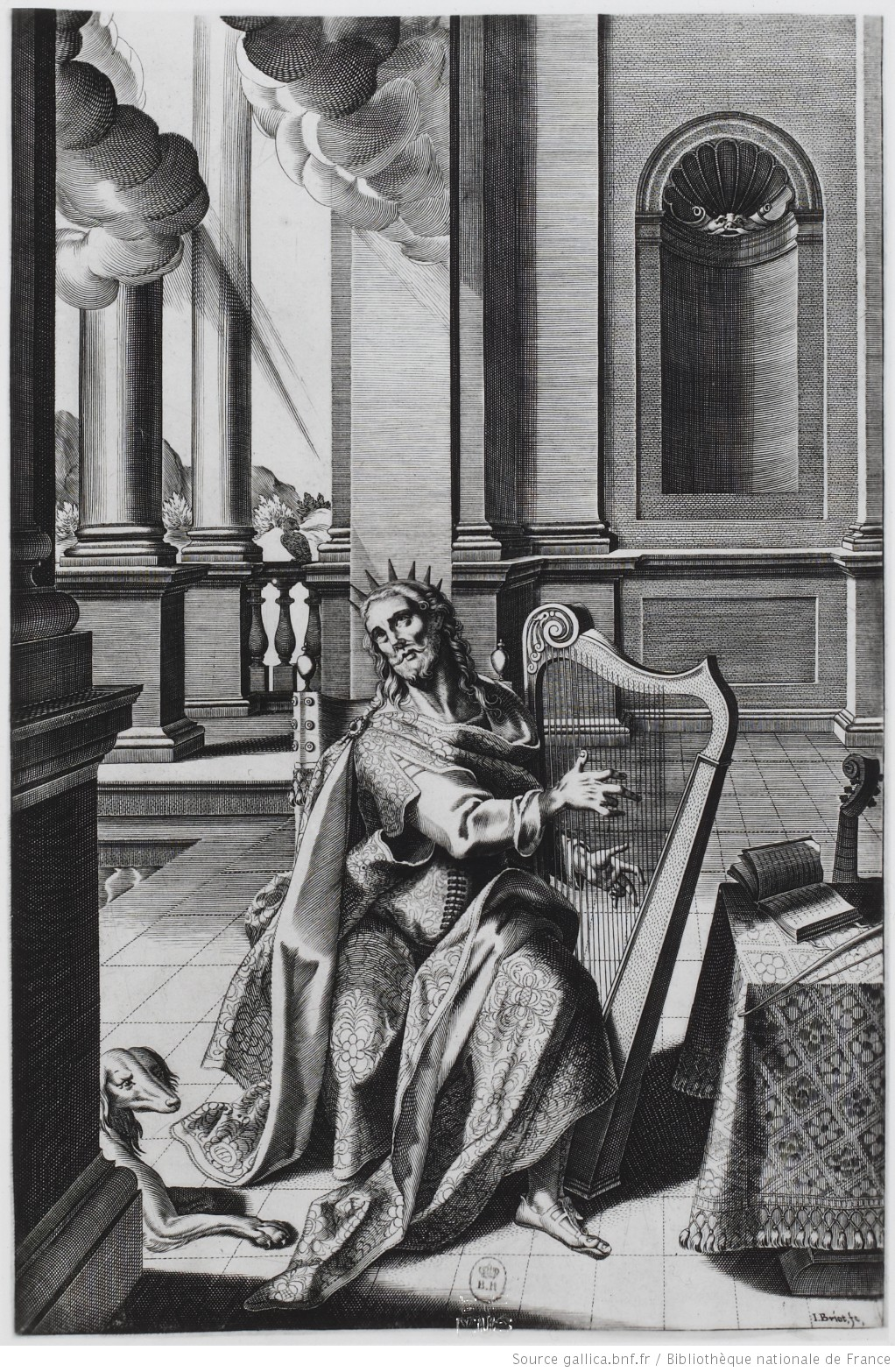
David composant les psaumes

- Saint-Jean-Baptiste dans le désert
- Saint Lambert
- Saint Pierre pleurant
- Les vertus : suite de sept pièces
- Les sibylles : suite de douze pièces

### Frontispices et suite de vignettes
- Le triomphe de la vertu sur la mort: cinq figures allégoriques
- L’homme content
- les douze mois de l’année

### Sujets historiques et costumes
- Henri IV mort : Henri IV est vêtu du manteau royal, étendu sur un lit, entre deux autels. L'inscription au dessus de l’autel dit :

« Toutes les vertus font le deuil

D’Henry, seul honneur des histoires

L’univers sera son cercueil

Ses titres seront ses victoires »

Dans le haut de la gravure on peut lire « le portrait du très haut, très puissant, très excellent prince, Henry le Grand, par la Grâce de Dieu, Roy de France et de Navarre, très chrétien, très auguste, très victorieux et incomparable en magnanimité et clémence qui trépassa en Palais du Louvre le vendredi 14 may 1610 ».
- Marie de Médicis et Louis XIII : Marie de Médicis, assise à la main posée sur l’éapule de son fils, debout à sa droite.
- allégorie de la naissance de Monseigneur d’Orléans
- alliance de la France et de l’Espagne
- suite de vingt-deux pièces gravées de costumes de théâtre, d’après J. de Saint-Igny.
- suite de neuf costumes

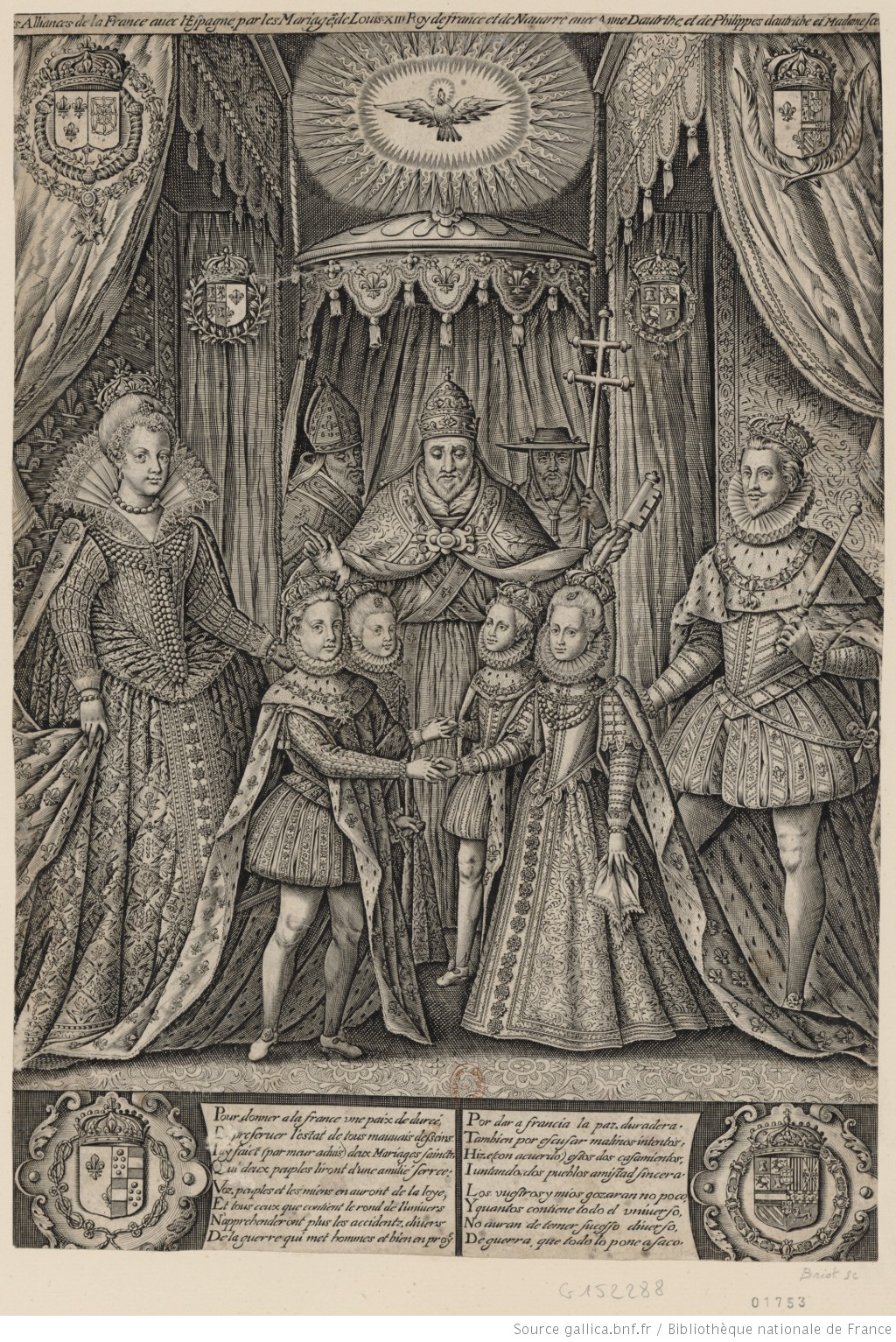
Les Alliances de la France avec l'Espagne par les Mariages de Louis XIII, Roy de France et de Navarre, avec Anne d'Autriche, et de Philippes d'Autriche et Madame, sœur du Roy
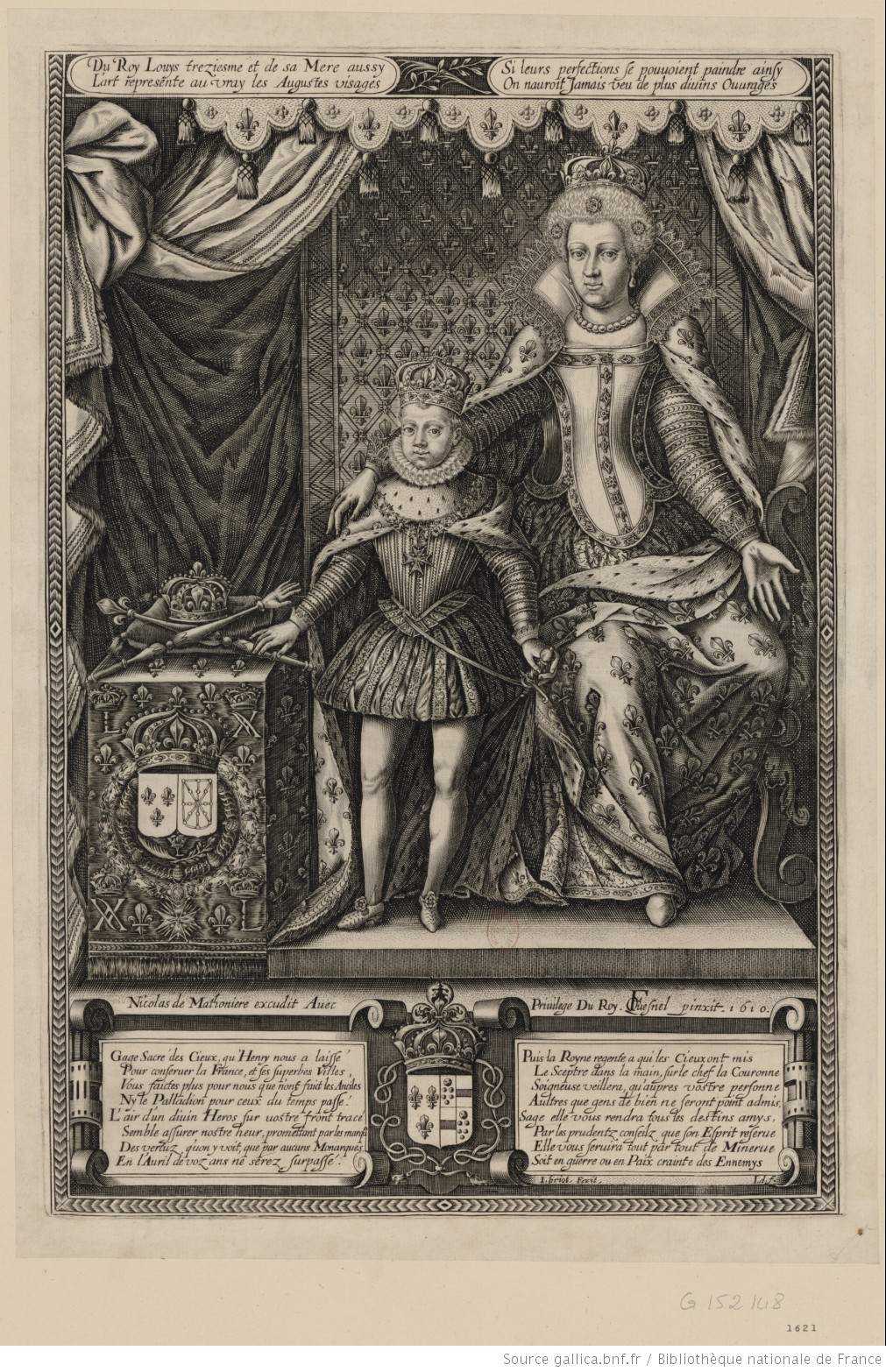
Portraits de Marie de Médicis et de Louis XIII
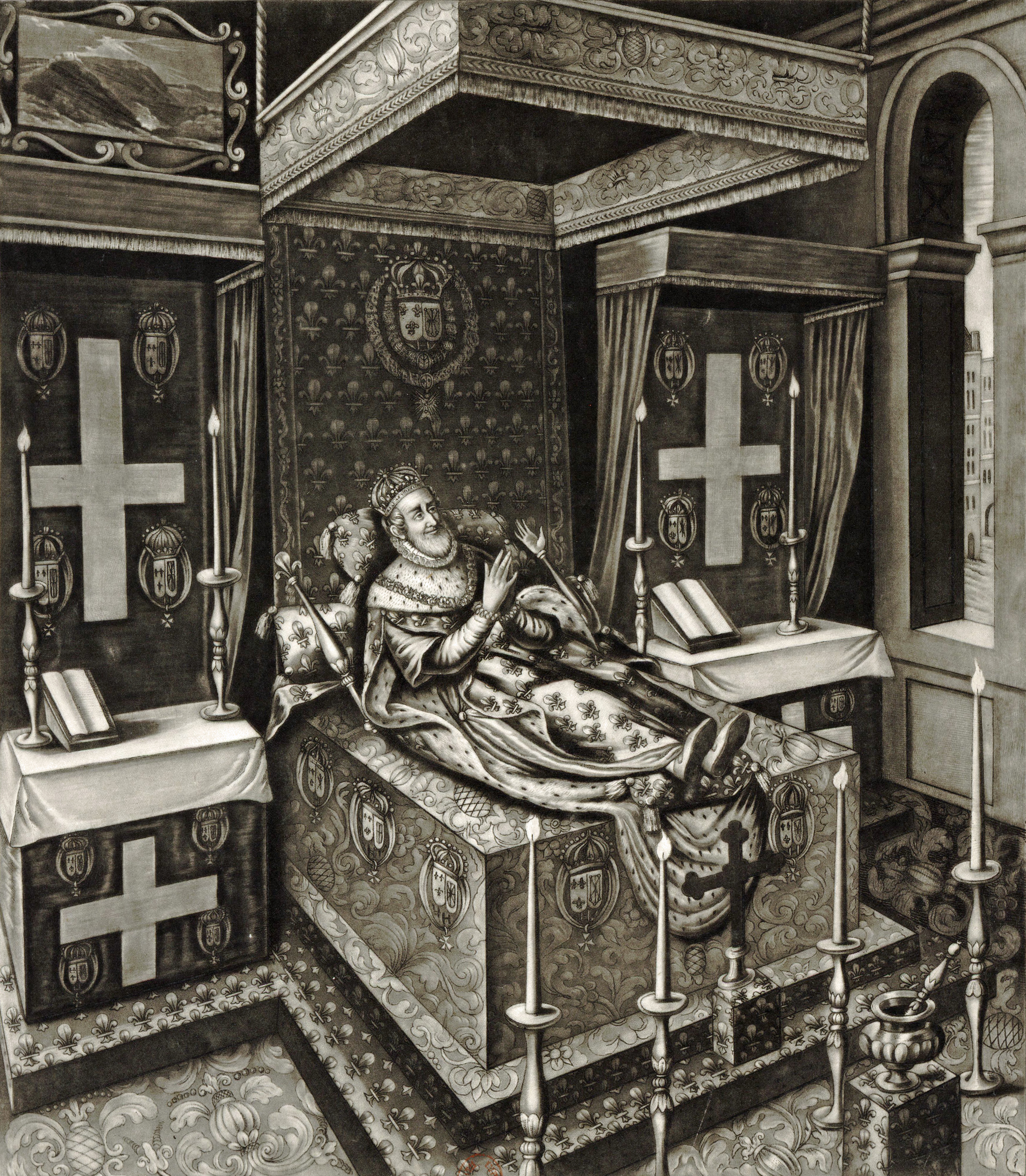
Mort d'Henri IV

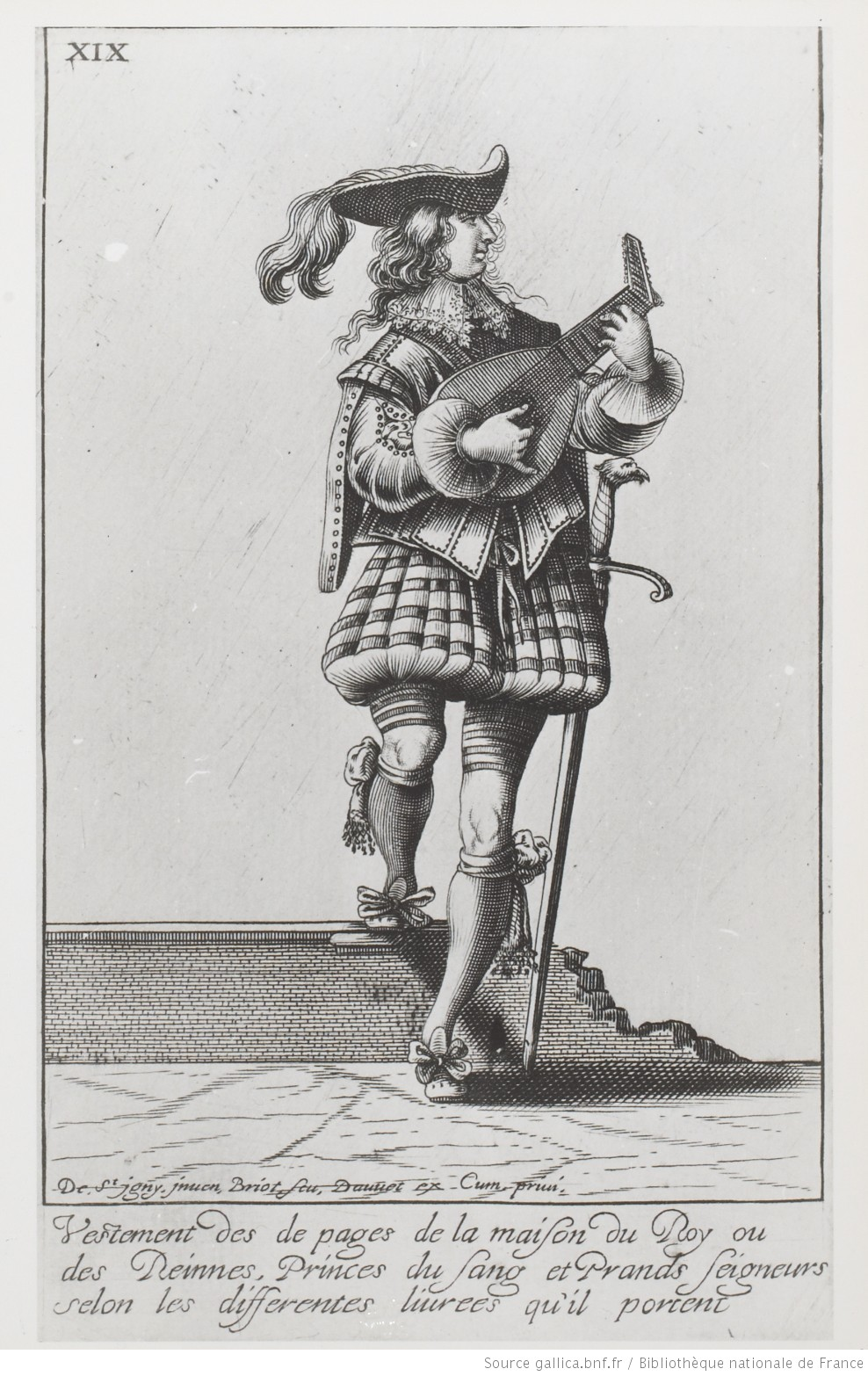
Joueur de luth
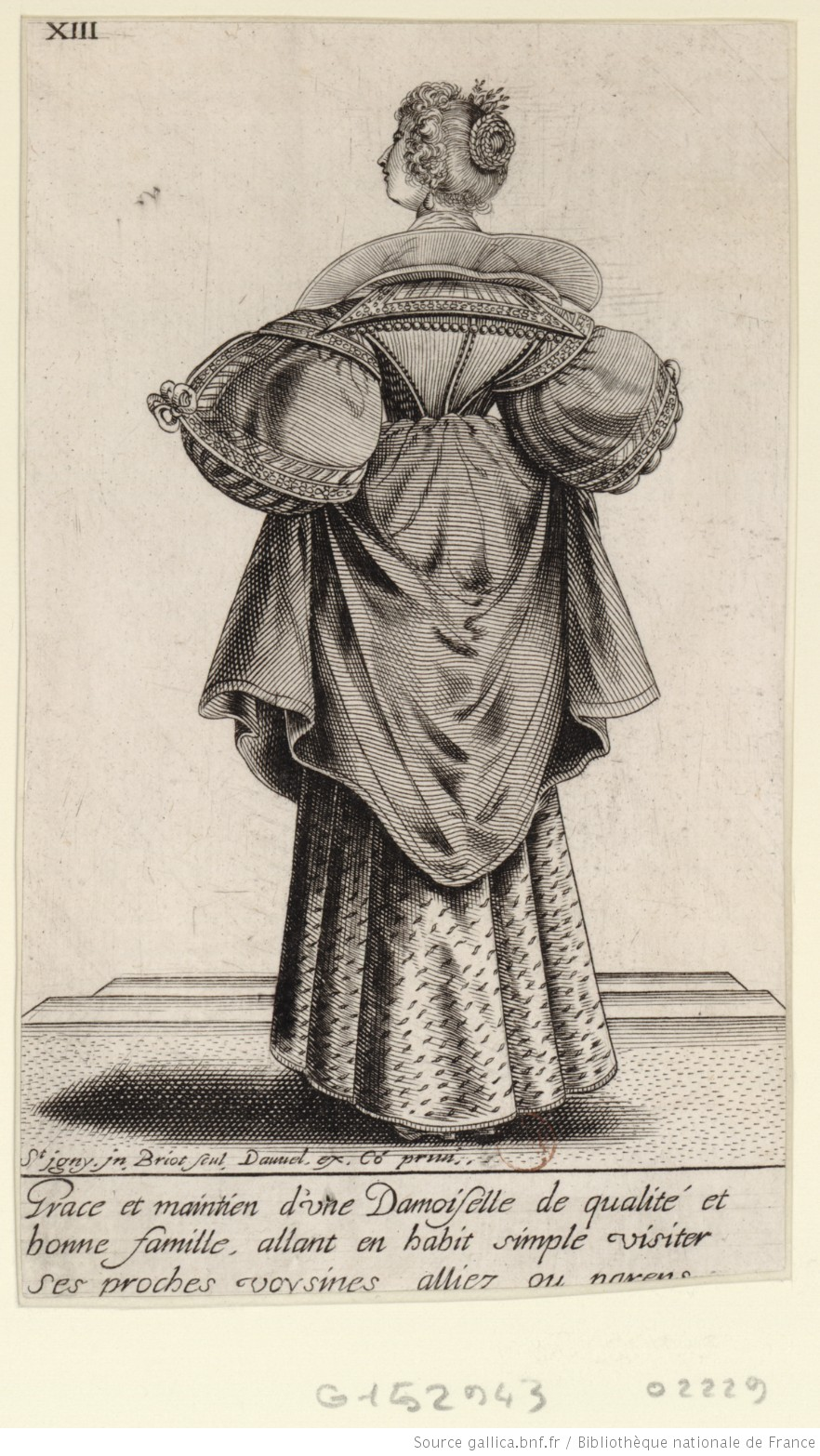
Demoiselle
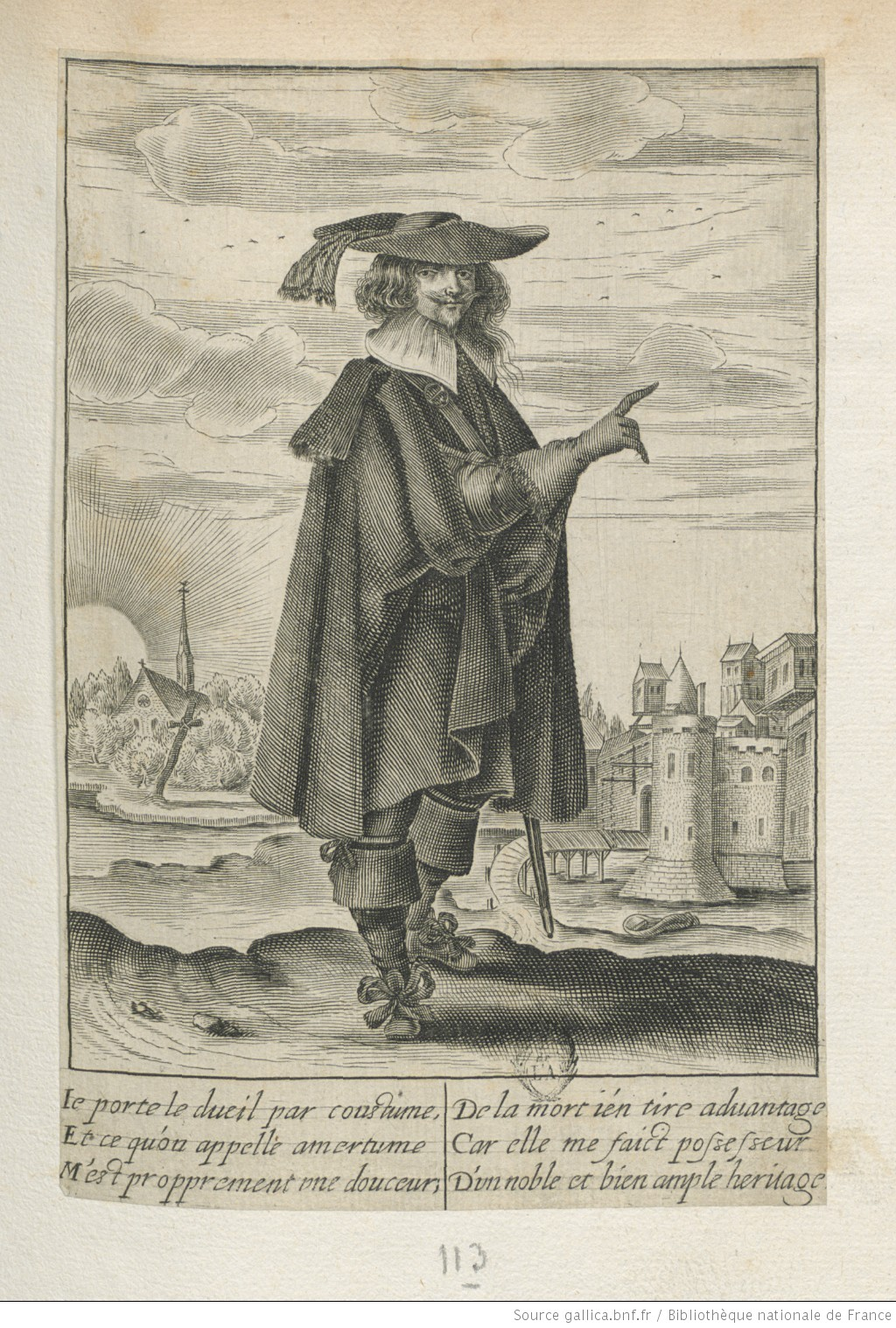
Homme au chapeau

### Portraits
- Le cardinal d'Amboise
- Astrée
- Baron Balthazar
- Coligny
- Créquy
- Epernon
- Gégoire XV, pape
- Louis XIII
- Richelieu
- Urbain VIII, pape
- Honoré d'Urfé

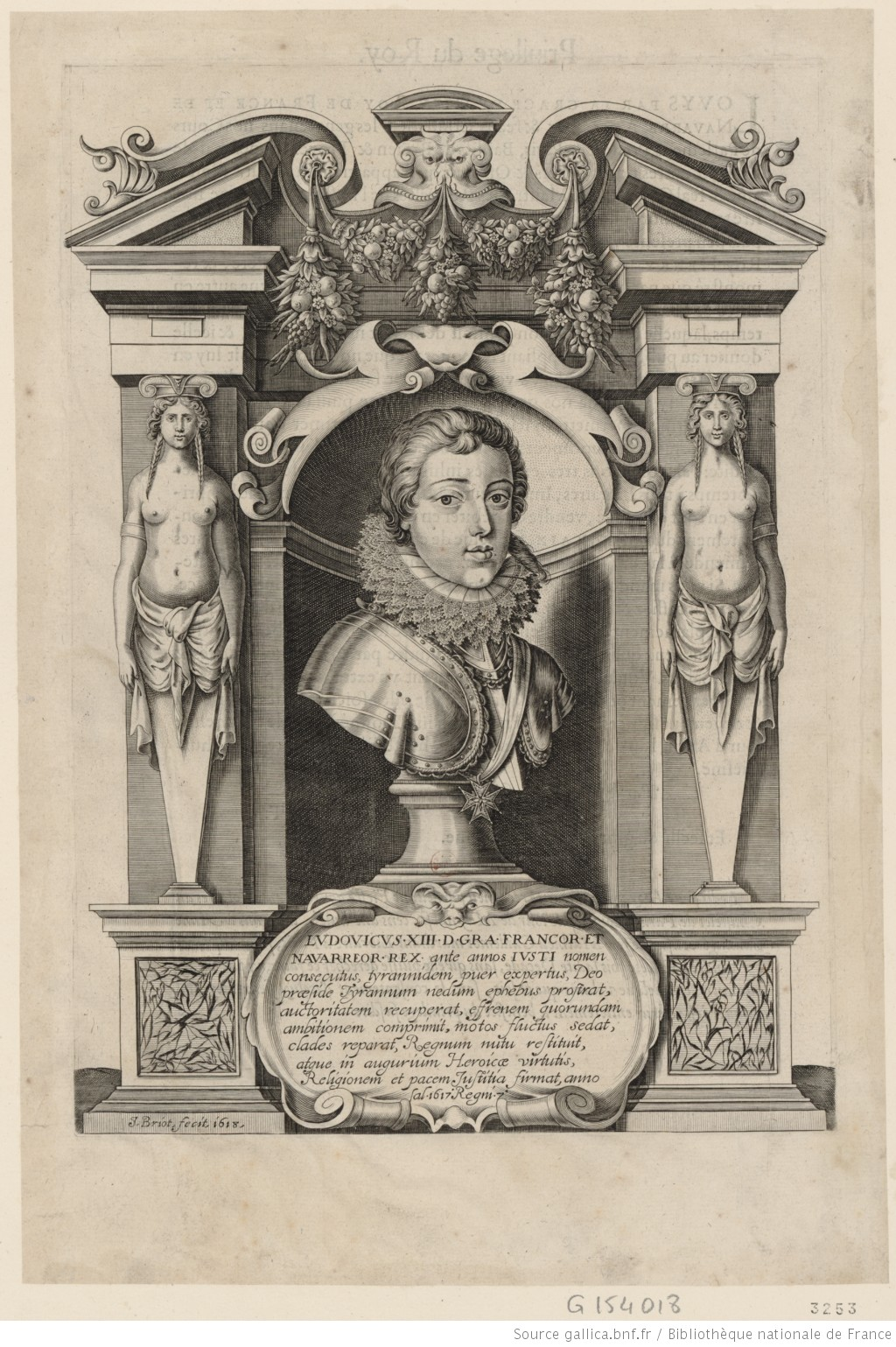
Portrait de Louis XIII, en buste, de 3/4 dirig, gravé par Isaac Briot
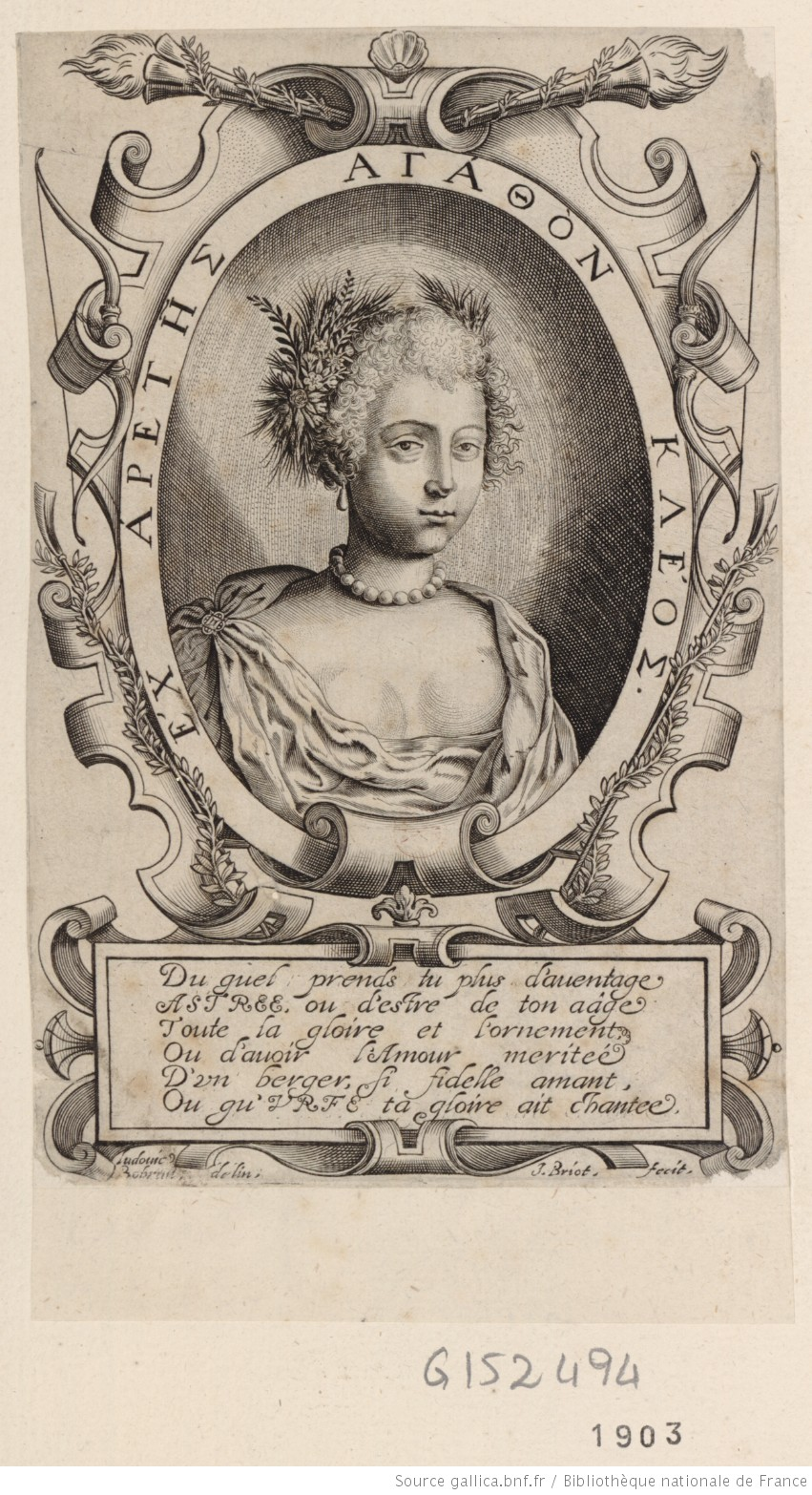
Portrait d'Astrée, en buste, de 3/4 dirigé à droite, dans une bordure ovale
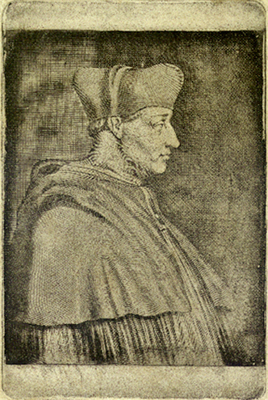
Georges df'Amboise